# 빈 중앙묘지

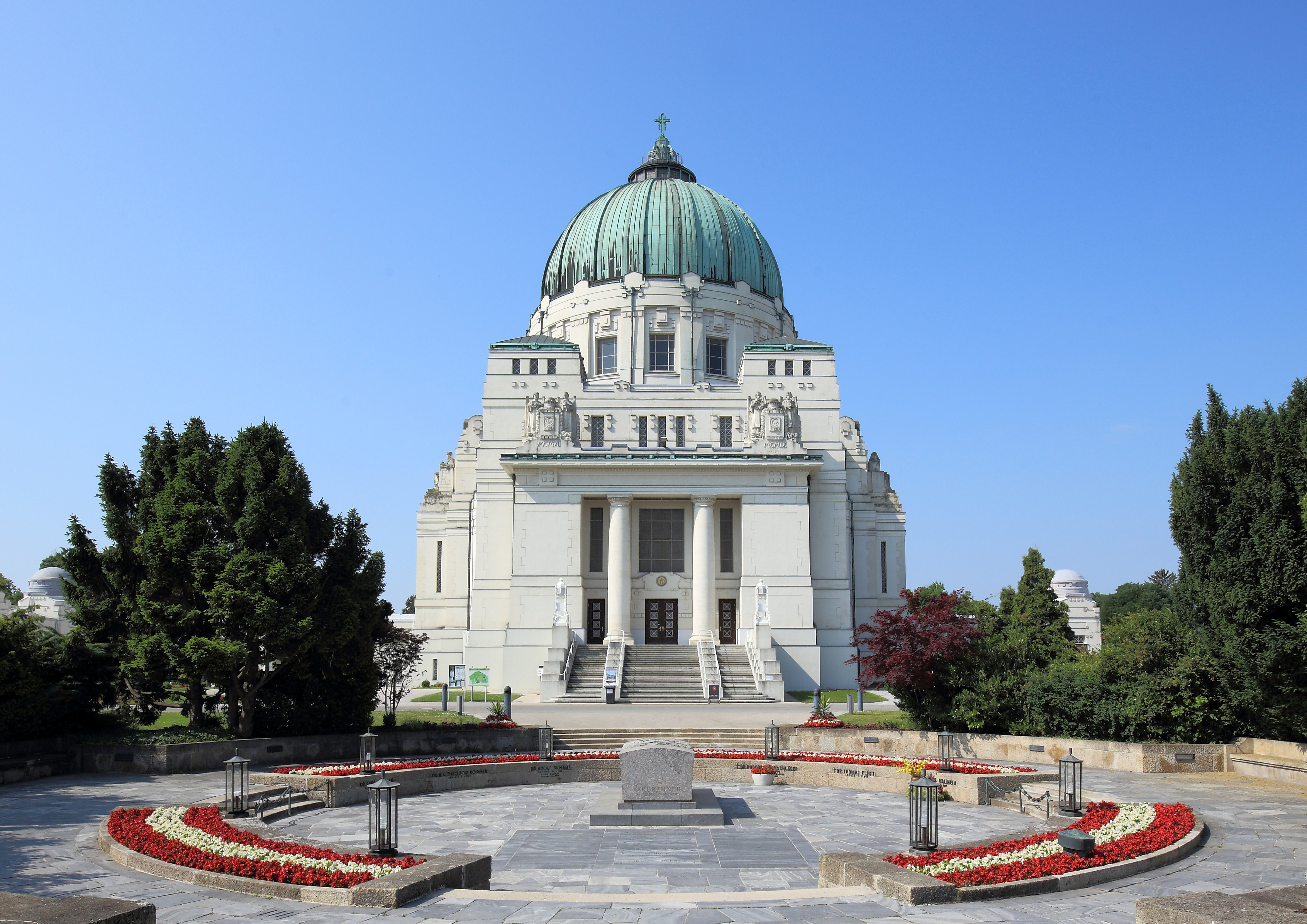

빈 중앙묘지(독일어: Wiener Zentralfriedhof)는 안장된 묘지 수로 볼 때 세계 최대의 묘지 중 하나이며, 빈에 있는 약 50개의 묘지 중에서 가장 잘 알려진 묘지이다. 묘지의 이름은 오스트리아 수도의 도심이 아니라 남쪽 외곽, 지머링(Simmering) 외곽 도시 지역에 있기 때문에 지리적 위치가 아닌 빈 최대의 묘지로서의 의미를 설명한다.

## 접근
11월 1일(모든 성인 대축일)을 제외하고 연중 매일 묘지 부지에 개인 차량 통행이 허용되지만, 차량 통행료를 지불해야 한다. 11월 1일에는 방문객이 많아 개인 차량 출입이 허용되지 않는다. 공공 "묘지 버스" 노선(106번 노선)이 여러 정류장에서 운행된다. 오래된 지머링 마차는 1901년 슈바르첸베르그플라츠(Schwarzenbergplatz)에서 중앙 묘지까지 운행하는 전기 전차로 대체되었으며 1907년에 "71"(der 71er)로 번호가 다시 지정되었다. 이 길은 대중교통을 이용해 묘지로 가는 가장 인기 있는 경로로 남아 있다. 비엔나 S반(교외 지하철)의 "젠트랄프리트호프"(Zentralfriedhof) 정류장은 묘지의 옛 유대인 구역과 가깝다. 가장 가까운 지하철역은 묘지에서 약 2km 떨어진 "지머링"(빈 지하철, U3선)이다.